# خرمالوی آمریکایی
خرمالوی آمریکایی (نام علمی: Diospyros virginiana) نام یک گونه از سرده خرمندی است.